# فورت اسپرانس
فورت اسپرانس (به انگلیسی: Fort Espérance) یک منطقهٔ مسکونی در کانادا است که در Rocanville No. 151 واقع شده‌است.